# Estación de Lille-Europe
La estación de Lille-Europe es una estación ferroviaria francesa situada en la ciudad de Lille, capital de la región de Norte-Paso de Calais.
Es una moderna estación construida para complementar la antigua y vecina estación terminal de Lille-Flandres. Esta estación es utilizada principalmente por los trenes Eurostar y TGV, aunque algunos trenes regionales también llegan a la estación. 
En 2005 recibió 7 millones de pasajeros.

## Situación ferroviaria
La estación se encuentra ubicada en el punto kilométrico 11,741 de la Línea de alta velocidad norte.

## Historia
La estación fue inaugurada en abril de 1994, a la vez que la línea de alta velocidad que une París con Lille y Lille con el Eurotúnel para ser utilizada como una estación de trenes pasante de los servicios ferroviarios hacia/desde el Reino Unido, Bélgica y los Países Bajos.

## La estación
La moderna estación, construida con materiales como el cemento, el vidrio o la madera es obra de Jean-Marie Duthilleul quien construyó estas nuevas instalación en el centro de la ciudad por expreso deseo de Pierre Mauroy, alcalde de la ciudad y antiguo primer ministro del Gobierno de Francia y en contra del criterio de la SNCF que prefería una ubicación en el extrarradio.
La estación se compone de tres andenes centrales a los que acceden seis vías.
Bajo la misma se encuentra una estación del metro de Lille con nombre homónimo.

## Servicios ferroviarios
Además de los servicios internacionales la estación también es utilizada por TGV franceses, excepto aquellos que procedentes de París finalizan en Lille y que normalmente utilizan la estación de Lille-Flandes. 
Para los pasajeros que viajan desde el Reino Unido a destinos no servidos directamente por Eurostar, la estación de Lille-Europe permite numerosas conexiones con servicios regionales y TGV.

### Alta velocidad

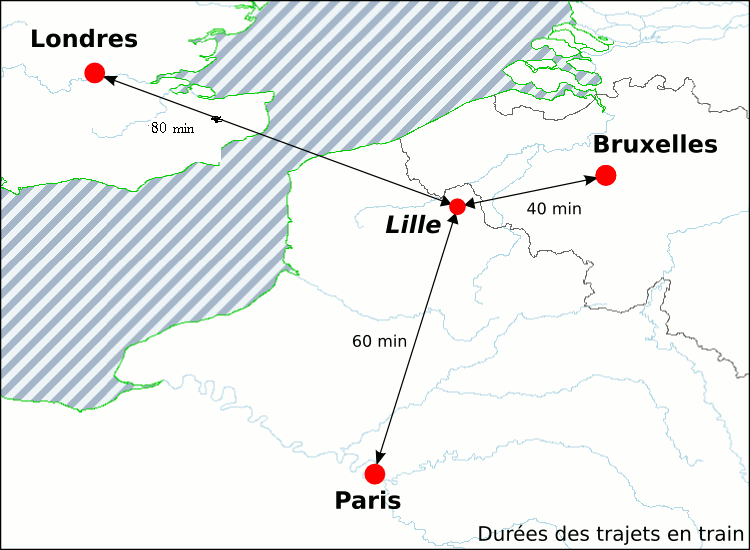
Principales trayectos desde Lille y duración en TGV.

El esencial del tráfico de la estación se basa en trenes de alta velocidad.
- Línea Londres ↔ Bruselas / París. Tren Eurostar.
- Línea Dunkerque  ↔ París. Tren TGV.
- Línea Calais ↔ París. Tren TGV.
- Línea Lille ↔ Burdeos. Tren TGV.
- Línea Lille ↔ Montpellier / Perpiñán. Tren TGV.
- Línea Lille ↔ Estrasburgo. Tren TGV.
- Línea Lille ↔ Nantes. Tren TGV.
- Línea Lille ↔ Rennes. Tren TGV.
- Línea Lille ↔ Marsella. Tren TGV.
- Línea Lille ↔ Lyon. Tren TGV.
- Línea Lille ↔ Mulhouse. Tren TGV.

### Regionales
Los trenes regionales que circulan por la estación tienen la particularidad de ser TERGV, es decir, trenes regionales de alta velocidad. Este servicio únicamente se presta en esta zona de Francia.
- Línea Calais ↔ Lille.
- Línea Dunkerque ↔ Lille.
- Línea Arras ↔ Lille.